# Aloe lensayuensis
Aloe lensayuensis är en grästrädsväxtart som beskrevs av John Jacob Lavranos och Leonard Eric Newton. Aloe lensayuensis ingår i släktet Aloe och familjen grästrädsväxter. Inga underarter finns listade i Catalogue of Life.